# Rhomborhina japonica
Rhomborrhina japonica (лат.) — вид жесткокрылых насекомых из подсемейства бронзовок (Cetoniinae) внутри семейства пластинчатоусых (Scarabaeidae). Распространён в Японии, а также в Цзянси (центральный и южный Китай). Длина тела 25,6—29,4 мм; ширина — 13—13,6 мм. Имаго типичной формы стеклянно-блестящие, зелёные или оливково-зелёные, иногда имеют красный отлив, особенно на надкрыльях и заднегруди, либо бронзовые с зелёным отливом; усики и щупики бурые, лапки тёмно-бурые с металлическим отливом. У жуков аберрации R. j. ab. clypeata Burm. всё тело (включая усики, щупики и лапки) бронзово-зелёное или бронзовое, с золотистым отливом по краям. Бронзовки данного вида служат добычей для большеклювых ворон.